# カササギガモ
カササギガモ（鵲鴨、Camptorhynchus labradorius）は、カモ目カモ科に属する鳥類。絶滅種。本種のみでカササギガモ属を構成する。

## 分布
アメリカ合衆国北東部、カナダ東部
セントローレンス湾やラブラドール地方で繁殖し、冬季になるとチェサピーク湾へ南下し越冬していたと考えられている。

## 形態
翼長オス21-22センチメートル、メス21センチメートル。翼は白い。
嘴は先端が幅広く、内側には多数の板や溝が並ぶ。嘴や後肢は黒く、嘴基部側面は黄色。
オスは頭部から頸部にかけての羽衣が白く、頭頂は黒く頸部にも首輪状に黒い斑紋が入る。胴体の羽衣は黒い。メスは全身の羽衣が灰褐色。

## 生態
食性は不明だが、嘴の形状から小型貝類、昆虫の幼虫、甲殻類などの柔らかい物を食べることに特殊化した種と考えられている。泥や水に嘴を差し入れ食物を濾し取っていたと考えられている。

## 人間との関係
食用とされたこともあった。しかし、肉は柔らかく、味がなかったため、食用には向いてなかった。
狩猟されることが少なかったことや食性が特殊化していたと考えられていることから、食物が何らかの理由により減少しそれに伴い自然に絶滅したと考えられている。
原因はロングアイランド州を中心とした生息地の破壊によって、姿を消したと思われる。

## 画像

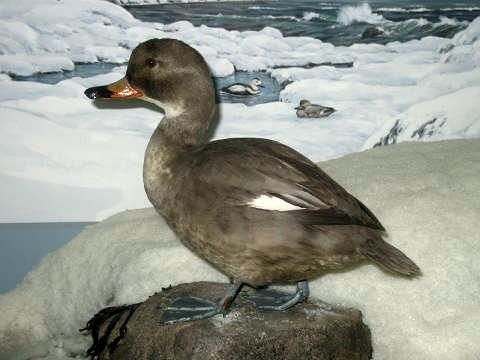
メス